# 7월 15일 순교자의 다리
7월 15일 순교자의 다리(튀르키예어: 15 Temmuz Şehitler Köprüsü) 또는 보스포루스 교(튀르키예어: Boğaziçi Köprüsü)는 튀르키예 이스탄불 보스포루스 해협에 있는 2개의 현수교 가운데 하나로(다른 다리는 제2 보스포루스 교로 불리는 파티흐 술탄 메흐메트 교), 유럽과 아시아를 이어준다. 튀르키예에서는 제1 보스포루스 교(튀르키예어: Boğaziçi Köprüsü)로 부른다. 1973년 완공되었다. 보스포루스 교는 유럽의 오르타쾨이와 아시아의 베이레르베이를 연결해준다.
보스포루스 교는 두개의 주탑이 있는 현수교다. 다리의 상판은 지그재그로 연결된 케이블에 의해 지지되고 있다. 다리의 길이는 1,560m이고 폭은 33.4m이다. 주탑간 거리는 1,074m이며, 높이는 165m다. 다리 상판의 높이는 64m다.
1973년 다리가 완공됐을때, 보스포루스 교는 세계에서 4번째로 주탑간의 거리가 먼 다리였다. 당시 주탑간 거리가 긴 현수교는 1964년 완공된 미국 뉴욕에 위치한 베라자노 내로스 교로 1,298m였다.

## 사진

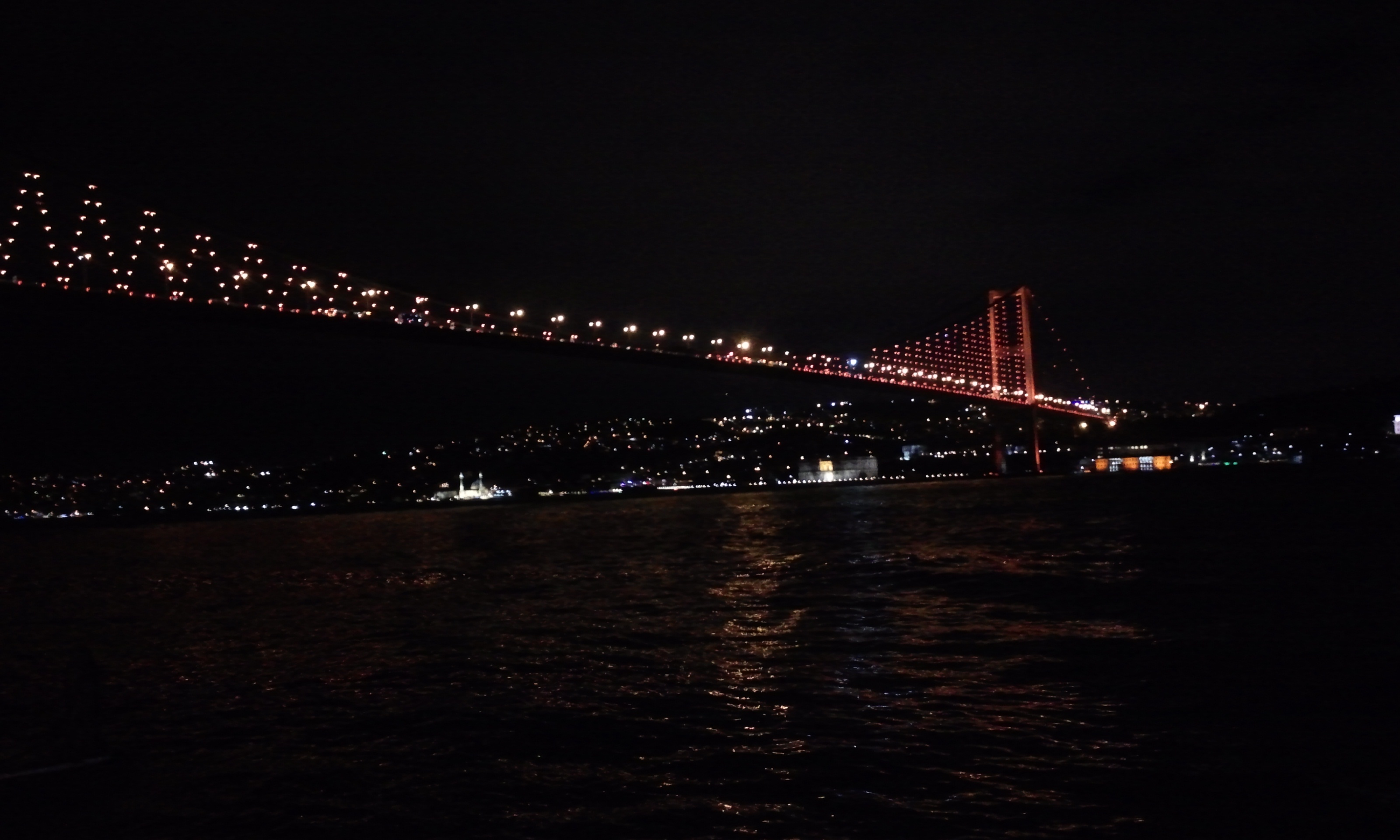
2015년 1월 오르타쾨이에서 바라본 보스포루스 교의 야경

## 같이 보기
- 파티흐 술탄 메흐메트 교
- 마르마라이